# セクシー・ナイト
「セクシー・ナイト」（せくしー・ないと）は、1980年（昭和55年）9月21日にリリースされた三原順子（現・三原じゅん子）のデビュー・シングル。
デビューシングルにして、初回オーダーは13万枚に達した。2016年現在オリコンチャート上では32.8万枚の売上を記録、三原自身同デビュー曲が最大のセールスとなった。ジャケットはグリーンの背景でほぼ正面ショットのものと、左肩越しにやや斜め向きの顔アップを捉えたものと2種類が存在する（規格番号はどちらも「K07S-35」）。
TBSテレビ「ザ・ベストテン」には1980年11月13日に第6位で初登場。その後12月4日・12月11日には最高の第2位まで上昇、12月25日（第8位）まで通算7週間10位以内にランクインした。

## 収録曲
1. セクシー・ナイト
作詞：亜蘭知子／作曲・編曲：長戸大幸
2. ミステイク
作詞：亜蘭知子／作曲：中島正雄／編曲：長戸大幸

## 参加ミュージシャン
- 北島健二 - ギター
- 土方隆行 - ギター
- 六川正彦 - ベース
- 見砂和照 - ドラム
- 片山敦夫 - キーボード
- 長戸大幸 - キーボード
- 亜蘭知子 - コーラス